# Helvecia Futsal Club
L'Helvecia Futsal Club è una squadra inglese di calcio a 5 con sede a Londra.

## Storia
Soprannominata Helvecia do Brasil, la formazione inglese è storicamente composta in gran parte da giocatori di origine "latina", soprattutto brasiliani e portoghesi. Tra il 2008 ed il 2009 ha vinto due FA Futsal Cup e la prima edizione della FA Umbro Futsal League, qualificandosi alla Coppa UEFA 2009-10 dove è uscita al primo turno.

## Rosa 2009-10
| N. |                        | Ruolo | Calciatore                    |
| -- | ---------------------- | ----- | ----------------------------- |
| 1  | Inghilterra (bandiera) | G     | Dean Thornton                 |
| 2  | Brasile (bandiera)     | G     | Elizandro Borba De Lima       |
| 3  | Portogallo (bandiera)  | G     | Ricardo Ferreira              |
| 4  | Portogallo (bandiera)  | G     | Bruno Daniel Z. Silva Ferrage |
| 5  | Brasile (bandiera)     | G     | Ediel Alves De Oliveira       |
| 6  | Brasile (bandiera)     | G     | Cassio W. Coelho              |
| 7  | Portogallo (bandiera)  | G     | Bruno Abreu                   |

| N. |                       | Ruolo | Calciatore                   |
| -- | --------------------- | ----- | ---------------------------- |
| 8  | Brasile (bandiera)    | G     | Leonardo Carmagnani          |
| 9  | Brasile (bandiera)    | G     | Raoni Medina Borges Pinto    |
| 10 | Brasile (bandiera)    | G     | Celson F. De Almeida Junior  |
| 11 | Portogallo (bandiera) | G     | Eduardo de Almeida C. Gomes  |
| 12 | Brasile (bandiera)    | G     | Cristiano Alexandre dos Reis |
| 13 | Portogallo (bandiera) | G     | Sergio Raul                  |